# Empire of Sin
Empire of Sin — компьютерная ролевая и стратегическая игра, разработанная Romero Games и изданная Paradox Interactive. Вышла 1 декабря 2020 г. на платформах Windows, macOS, PlayStation 4, Xbox One и Nintendo Switch.

## Игровой процесс
Действие игры разворачивается в Чикаго 1920 г. после вступления в силу Сухого закона, целью является получить контроль над городом к отмене ограничительных законов в 1933 г.
Игра начинается с выбора игроком мафиозного босса, часть из которых основаны на реальных исторических персонах (Аль Капоне, Дин О’Бэнион и Стефани Сент-Клер). Каждый босс может сформировать «команду» из 16 подчиненных для управления своей криминальной империей.
Город Чикаго разделен на районы, в каждом из которых есть контролируемый другими бандами незаконный бизнес (производство алкоголя, проституция и азартные игры), свободная недвижимость и занятые небольшими преступными группировками здания. По мере того, как босс увеличивает свой контроль над районом, он привлекает внимание конкурентов, важным аспектом игры является политика отношений с другими преступными боссами.
В каждом районе есть места, где можно открыть бары и пивоварни для производства и продажи алкоголя, и босс должен вкладывать значительные суммы, чтобы защитить их и увеличить их производственные мощности. Алкоголь также может быть подарен игроку союзниками или получен в составе награды за выполнение определённых миссий. Алкоголь классифицируется по качеству: от низкокачественного «пойла», который может быть изготовлен дёшево, но не будет продаваться по высокой цене, до «премиального» и «первоклассного» алкоголя, который является более дорогим и рискованным в производстве, но может быть продан по высокой цене.
Захват незаконного бизнеса или зданий, а также участие в перестрелках с конкурирующими бандами или полицией происходит в пошаговом стратегическом режиме. Члены команды игрока перед атакой или выполнением приказов должны занять позицию, могут быть вооружены купленными у торговцев на чёрном рынке различным оружием, бронежилетами, взрывчатыми веществами и лечебными предметами. На бой также влияют различные черты и навыки персонажей, которые могут заставить их действовать иначе, чем данные игроком приказы. Эти черты могут меняться по ходу игры; например, подчиненный может привыкнуть к решению проблем с помощью насилия.
Основное внимание в Empire of Sin уделяется развитию империи за счет завоеваний и эффективного управления. Средства, полученные от рэкета, можно использовать для взяток полиции, найма адвокатов, советников и подчиненных, которые могут взять на себя некоторые обязанности по управлению империей, и размещения кротов в другие банды.
Помимо построения империи, у каждого персонажа-босса есть своя уникальная сюжетная линия и миссии, которые можно выполнять до конца игры. Они дают представление о персонажах и могут позволить им заработать особые награды. У мафиозных боссов свои особенности: Фрэнк из «Кольтов Рагена» стимулирует пивоварение, а бары венгра Джозефа Сальтиса получают дополнительное улучшение.

## Разработка и выход
Empire of Sin была разработана Romero Games, Бренда Ромеро выступила главным геймдизайнером. Создать проект по эпохе Сухого закона она хотела 20 лет, издателем был выбран известный своими историческими симуляторами Paradox Interactive.
Впервые игра была представлена на презентации Nintendo Direct в рамках E3 2019. Релиз состоялся на платформах Microsoft Windows, macOS, PlayStation 4, Xbox One, Nintendo Switch Изначально проект должен был выйти во втором квартале 2020 г., но в итоге вышла 1 декабря из-за желания доработать проект.
После выхода игры Бренда Ромеро сообщила о планах выпустить ряд дополнений и патчей для игры.
В ноябре 2021 г. вышло дополнение «Make it count», вводящее нового босса Максима Зельника и профессией преступников «Посредник». Также в этот день вышло бесплатное обновление «Precint»

## Отзывы критиков
| Сводный рейтинг    | Сводный рейтинг                                    |
| Агрегатор          | Оценка                                             |
| ------------------ | -------------------------------------------------- |
| Metacritic         | PC: 63/100 PS4: 43/100 XONE: 68/100 Switch: 50/100 |
| Иноязычные издания |                                                    |
| Издание            | Оценка                                             |
| Edge               | 5/10                                               |

Empire of Sin получила средние оценки. Некоторые сравнивали Empire of Sin и её игровой процесс с игрой Mob Rule 1999 г.
Михаил Пономарёв из «3DNews Daily Digital Digest» оценил проект на 7 из 10 баллов. Он похвалил образ Чикаго, музыкальное оформление, систему квестов, также указав на технические проблемы, скучную позднюю фазу игры и не до конца продуманное управление.
Рецензент «Игромании» Кирилл Никифоров дал игре 4 балла. Он похвалил стиль игры, её аудио и визуальную составляющие, систему персонажей и боссов с личными сюжетными ветвями, но негативно отнёсся к её вторичности, слабой стратегической составляющей и техническим проблемам
Обозреватель Riot Pixels Top дал игре 55 %.